# The All England Lawn Tennis & Croquet Club
The All England Lawn Tennis & Croquet Club, eller blot All-England Club, er en lukket tennisklub beliggende i Wimbledon i London, Storbritannien. Klubben kendes især for at arrangere de årlige Wimbledon Championships, der er den eneste Grand Slam-turnering, der spilles på græsbaner. Turneringen var oprindeligt en amatørbegivenhed, der optog medlemmerne nogle få dage hver sommer, men derfra er den vokset til at være en begivenhed, der tiltrækker opmærksomhed fra hele verden. Klubben fungerer dog fortsat som et sted, hvor medlemmerne kan dyrke deres sport i den resterende del af året. 
Klubben har 375 faste medlemmer, omkring 100 løst tilknyttede medlemmer samt en række æresmedlemmer, herunder de tidligere vindere af turneringen. Det eksklusive medlemskab giver ret til at købe to billetter til hver dag i turneringen. Klubbens formand er prins Edward, hertug af Kent. 

## Historie
Klubben blev etableret i 1868 som The All England Croquet Club på et tidspunkt, hvor kroket var meget populært i landet. Den første kroketturnering blev afholdt i 1870, men få år efter, i 1875, kom tennis på klubbens program. Sporten blev opfundet i begyndelsen af 1870'erne og blev snart mere populært end kroket. I 1877 afholdt man den første tennisturnering i herresingle, og samtidig skiftede klubben navn til The All England Croquet and Lawn Tennis Club. Allerede i 1882 havde tennis overtaget krokets plads som klubbens mest betydningsfulde aktivitet, og man ændrede navnet til The All England Lawn Tennis Club. I 1889 inddrog man imidlertid igen kroket i klubnavnet, der blev til det nuværende, primært af sentimentale grunde. 
Få år efter sportens introduktion kom både damesingle og herredouble på turneringsprogrammet i 1884, mens damedouble og mixeddouble blev introduceret i 1913. Oprindeligt lå klubben på Worple Road i Wimbledon, men den flyttede til større forhold i 1922 på Church Road, hvor den fortsat har hjemsted. 
Turneringen var fra begyndelsen for amatører, hvilket fortsatte langt op i det 20. århundrede, indtil der blev generel enighed i tennisverdenen om at åbne for professionelle spillere i 1968. Efterhånden gled amatørdeltagerne ud af turneringen, der nu i hovedrækkerne udelukkende har professionelle deltagere. 
Klubbens anlæg var spillested for tennisturneringen i OL i 2012.

## Faciliteter
Klubben råder over 19 turneringsgræsbaner, 16 andre græsbaner, der under turneringen benyttes til træning af deltagerne, 9 grusbaner af forskellige typer samt 5 indendørsbaner. Græsbanerne kan bruges i perioden maj-september og klippes til en længde af 8 mm. Anlæggets publikummæssigt største bane er Centre Court med plads til 15.000 tilskuere. Her spilles hovedturneringens finaler samt andre kampe, der vurderes til at tiltrække mange tilskuere. Banen kan overdækkes med regntæt og gennemsigtigt tag. 
Ud over tennisbanerne har klubben fortsat en enkelt kroketbane og huser desuden Wimbledon Lawn Tennis Museum. 
51°26′4.18″N 0°12′52.01″V / 51.4344944°N 0.2144472°V